# 캐스터 세메냐
모크가디 캐스터 세메냐(영어: Mokgadi Caster Semenya, 1991년 1월 7일 폴로콰네 ~ )는 남아프리카 공화국의 육상 선수이다. 베를린에서 열린 2009년 세계 육상 선수권 대회에서 여자 800m부문에서 시즌 최고기록인 1분 55초 45를 기록하며 우승을 차지하였으며, 2012년 런던 하계 올림픽, 2016년 리우데자네이루 하계 올림픽에서 여자 800m 금메달을 획득했다. 하지만 성별 논란으로 인해 여성 중거리 육상 선수 출전이 제한되자 축구 선수로 활동중이다.

## 논란
캐스터 세메냐는 외관상(인상, 체형, 낮은 목소리 등) 18세의 여자로 보기 힘든 측면이 있어 국제육상경기연맹(IAAF)에서 결승이 벌어지기 전 성별검사를 의뢰하였다. 이런 처사에 남아공 의회 스포츠, 레크레이션 위원회에서는 유엔 인권최고대표사무소(OHCHR)에 IAAF를 제소하겠다고 밝혔다. 또 남아공 육상연맹은 사전에 IAAF로부터 성 판별 검사 요구를 받은 적이 없다고 강하게 반박하였으며, 남아공의 칼레마 모틀란테 부통령이 직접 나서서 "성 판별 검사는 비인간적인 처사"라며 유감을 표했다.
세메냐 자신은 이런 논란이 부담되어 20일 열린 시상식에 불참하려 했으나, 주변의 설득에 마음을 다시 잡고 시상식에 올랐다.
세메냐는 성 판별 검사 결과 남성과 여성의 특성을 모두 지닌 간성으로 밝혀졌다고 유출된 검사 결과가 나왔다. 잠복고환이 있고 남성호르몬 농도가 여성보다 높다고 유출되었다. 성소수자 차별 논란이 거세지자 IOC는 공식 성별 검사 발표를 하지 않았으며, XY 성염색체의 성분화 이상을 가지고 여성으로 등록된 선수가 여성으로 출전하는 것을 허용하고 캐스터 세메냐가 계속 여성으로 출전할 수 있도록 했다. 대신 고안드로겐증에 대한 규제를 하도록 했다. 이에 IAAF는 고안드로겐증에 대한 규제를 도입하여 캐스터 세메냐는 향후 대회에서 출전할 수 없게 되었다.
XX 여성의 고안드로겐증에 대한 출전 자격 제한 논란이 거세졌고 캐스터 세메냐도 고안드로겐증 여성에 대한 제한에 항의하였다. 한편 중거리 종목(400 m부터 1마일까지)에서 성분화 이상 등에 한해 안드로겐 농도를 낮춰야 여성으로 출전할 수 있도록 IAAF 규정이 개정되었다. 캐스터 세메냐는 안드로겐 농도를 낮추는 치료를 받고 여성 선수로 출전하라는 권유를 거부했다. 그리고 출전 제한에 대해 제소하였다. 2019년 IAAF는 XX여성에 대한 규제를 철회했으나 세메냐가 결국 패소하면서 과거 10년전에 세메냐가 간성이라고 언론에 유출됐던 보도가 사실임이 확인되었으며, 5알파환원효소결핍증이라고 공개되었다. 이후 세메냐는 의료적 개입을 거부한 뒤 고안드로겐증 제한을 도입하지 않은 여자축구 선수로 활동했으며, 출전 제한이 붙지 않은 단거리 육상 종목에 출전하기 위한 훈련도 하고 있다. 그러나 기록 미달로 도쿄 올림픽에 출전하지 못했다.

## 같이 보기
- 에바 크워부코프스카
- 산띠 순다라얀
- 역사 속의 간성
- 이만 칼리프
- 린위팅 (권투 선수)